# Ulrich Barth
Ulrich Barth (* 14. September 1945 in Karlsruhe) ist ein deutscher evangelischer Theologe, Religionsphilosoph und Hochschullehrer.

## Leben und Wirken
Nach dem Studium der Kirchenmusik, Theologie und Philosophie in Karlsruhe, Heidelberg und Göttingen wurde Barth 1982 in Göttingen promoviert. Seine wichtigsten Lehrer waren der Theologe Hans-Walter Schütte sowie der Philosoph Wolfgang Wieland. 1990 erfolgte die Habilitation in Göttingen. Danach war er als DFG-Mitarbeiter an der Schleiermacher-Forschungsstelle in Kiel tätig und versah später Assistenturen in München und Mainz. 1992–1993 hatte er eine Gastprofessur an der Technischen Universität Hamburg-Harburg inne, ehe er 1993 auf den Lehrstuhl für Dogmatik und Religionsphilosophie an der Theologischen Fakultät der Martin-Luther-Universität Halle-Wittenberg berufen wurde. Barth war Gründungsmitglied der 1996 gegründeten Schleiermacher-Gesellschaft, als deren erster Vorsitzender er bis 2012 fungierte. Seit seiner Emeritierung 2010 lehrt er als Senior-Professor an der Theologischen Fakultät der Humboldt-Universität zu Berlin. 
Seine Forschungsschwerpunkte sind: Philosophie und Theologie der Aufklärung, Deutscher Idealismus, Religionsphilosophie und -soziologie, Neuere Theologiegeschichte, Religion in der Moderne, Wissenschaftstheorie, Dogmatik.
Seit den 1970er Jahren bekleidet er zudem eine Stelle als Organist und Kantor an St. Albani in Göttingen. Barth lebt in Halle (Saale).
Seit 2005 ist er außerdem Ephorus des Schlesischen Konvikts in Halle (Saale).

## Werke (Auswahl)
- Christentum und Selbstbewusstsein. Versuch einer rationalen Rekonstruktion des systematischen Zusammenhanges von Schleiermachers subjektivitätstheoretischer Deutung der christlichen Religion. Vandenhoeck und Ruprecht, Göttingen 1983, ISBN 3-525-87380-8 (Dissertation).
- Die Christologie Emanuel Hirschs. Eine systematische und problemgeschichtliche Darstellung ihrer geschichtsmethodologischen, erkenntnistheoretischen und subjektivitätstheoretischen Grundlagen. De Gruyter, Berlin/New York 1992, ISBN 3-11-012894-2 (Habilitationsschrift).
- Religion in der Moderne. Mohr Siebeck, Tübingen 2003, ISBN 3-16-147916-5.
- Aufgeklärter Protestantismus. Mohr Siebeck, Tübingen 2004, ISBN 3-16-148321-9.
- Gott als Projekt der Vernunft. Mohr Siebeck, Tübingen 2005, ISBN 3-16-148693-5.
- Kritischer Religionsdiskurs. Mohr Siebeck, Tübingen 2014, ISBN 978-3-16-153118-7.
- Symbole des Christentums. Berliner Dogmatikvorlesung. Hrsg. von Friedemann Steck. Mohr Siebeck, Tübingen 2021, ISBN 978-3-16-160882-7.